# 酋长岩 (超级电脑)
酋长岩（英語：El Capitan）是位于美国加利福尼亚州利弗莫尔市的劳伦斯利弗莫尔国家实验室的百亿亿级超级计算机，于2024年投入运行。该系统基于Cray EX Shasta架构设计。酋长岩在2024年11月发布的第64届全球超级计算机500强榜单中超越前沿，成为世界上最快的超级计算机。酋长岩是美国部署的第三个百亿亿级系统，其主要用途是支持美国国家核安全管理局的核武库管理计划。

## 设计
El Capitan总共使用11,039,616个CPU和GPU核心，包括43,808个AMD第四代EPYC 24核"Genoa" 1.8 GHz CPU（共1,051,392个核心）和43,808个AMD Instinct MI300A GPU（共9,988,224个核心）。MI300A将24个基于Zen4的CPU核心和基于CDNA3的GPU集成在一个有机封装中，同时配备128GB HBM3内存。
服务器刀片通过慧与科技Slingshot 64端口交换机互连，提供12.8太比特/秒的带宽。刀片组以蜻蜓拓扑方式连接，任意两个节点之间最多经过三跳。系统使用光纤或铜缆，经过优化以最小化线缆长度。总线缆长度达145公里。
El Capitan采用APU架构，CPU和GPU共享片上相干互连。
El Capitan占地约697平方米，相当于两个网球场大小。系统由至少87个计算机柜组成，包括"Rabbit" NVM-Express快速存储阵列和计算节点。根据The Next Platform报道："El Capitan总共有11,136个节点，安装在液冷的Cray EX机柜中，每个节点配备四个MI300A计算引擎，系统总共配备44,544个设备。每个设备都有128 GB的HBM3主内存，在CPU和GPU芯片之间共享，运行频率为5.2 GHz，提供5.3 TB/秒的CPU和GPU芯片间总带宽。"

## 历史
El Capitan是美国能源部CORAL-2计划的一部分，旨在替代2018年部署的IBM/NVIDIA机器Sierra。劳伦斯利弗莫尔国家实验室与慧与科技Cray和AMD合作建造该系统。
2023年6月，三个El Capitan原型机（名为rzVernal、Tioga和Tenaya）的性能足以进入TOP500超级计算机排行榜。其中rzVernal达到4.1拍浮点运算速度。2023年7月初，El Capitan的首批组件在劳伦斯利弗莫尔实验室安装，预计到2024年中期完成全部安装。
到2024年11月18日，El Capitan已投入运行，并被验证为世界上最快的超级计算机，达到1.742百亿亿浮点运算速度。
2025年2月，该系统在加利福尼亚州劳伦斯利弗莫尔国家实验室正式启用。实验室表示，这台超级计算机耗资6亿美元，将用于处理与美国核武器库相关的各种敏感和机密任务。

### 揭幕仪式
El Capitan于2025年1月9日正式揭幕。慧与科技（HPE）首席执行官安东尼奥·内里和超威半导体（AMD）首席执行官苏姿丰出席了揭幕仪式。
在活动中，两位首席执行官讨论了El Capitan对其公司人工智能计划的影响。内里表示："这是完全的技术复用，"强调了El Capitan与用于训练人工智能的系统之间的相似之处。苏姿丰补充道："正如安东尼奥所说，这基本上是相同的构建模块，只是以不同方式配置，"强调了为El Capitan开发的技术在增强其人工智能努力方面的适应性。